# Doctor Prisoner
Doctor Prisoner (Hangul: 닥터 프리즈너, RR: Dakteo Peurijeuneo), es una serie de televisión surcoreana emitida del 20 de marzo del 2019 hasta el 15 de mayo del 2019 por medio de la cadena KBS.

## Sinopsis
La serie sigue a Na Yi-je, un médico experto y talentoso que siempre se preocupa por sus pacientes, pero que de pronto se ve obligado a abandonar el hospital en el que trabaja, después de ser acusado erróneamente de una negligencia médica, por lo que termina trabajando en una prisión, con el objetivo de adquirir suficientes conexiones para vengarse del hospital que lo echó.
Ahí conoce a Han So-geum, una psiquiatra que trabaja en el Hospital Taegang y que es voluntaria en la prisión.

## Reparto[9]

### Personajes principales
| Actor          | Personaje         | Ocupación                                | N.º de episodios | Ref.          |
| -------------- | ----------------- | ---------------------------------------- | ---------------- | ------------- |
| Namkoong Min   | Dr. Na Yi-je      | Doctor                                   | 32               | [ 10 ] [ 11 ] |
| Kwon Na-ra     | Psiq. Han So-geum | Psiquiatra                               | 32               | [ 12 ] [ 13 ] |
| Kim Byung-chul | Dr. Jo Se-hwang   | Director Médico                          | -                | [ 14 ] [ 15 ] |
| Choi Won-young | Lee Jae-hoon      | Sucesor del Conglomerado "Taegang Group" | -                | [ 16 ]        |

### Personajes secundarios
| Actor          | Personaje      | Ocupación                                        |
| -------------- | -------------- | ------------------------------------------------ |
| Jin Hee-kyung  | Mo Yi-ra       | ex-Actriz / Esposa de Duk-sung                   |
| Lee Da-in      | Lee Jae-in     | Hija de la familia Taegang / Estudiante de Leyes |
| Park Eun-seok  | Lee Jae-hwan   | Hijo de la familia Taegang                       |
| Kang Shin-il   | Kim Sang-chun  | -                                                |
| Lee Min-young  | Bok Hye-soo    | Médico Farmacéutica de la Prisión                |
| Lee Jun-hyeok  | Go Young-cheol | Doctor de la Prisión                             |
| Lee Yong-joon  | Hyun Jae-min   | -                                                |
| Choi Deok-moon | Jang Min-seok  | Jefe del Centro de Emergencias                   |
| Ryeoun         | Han-bit        | Hermano de Han So-geum                           |
| Kang Hong-seok | Shin Hyun-sang | Gánster                                          |

### Otros personajes
| Actor           | Personaje      | Ocupación                   | Ref.          |
| --------------- | -------------- | --------------------------- | ------------- |
| Jang Hyun-sung  | Jung Wi-sik    | Fiscal                      |               |
| Lee Jong-nam    | -              | -                           |               |
| Park Seong-geun | -              | Gerente de Seguridad        |               |
| Kim Jung-nan    | Oh Jung-hee    | -                           |               |
| Song A-rim      | -              | -                           |               |
| Bae Yoon-kyung  | Jung Se-jin    | Enfermera                   | [ 17 ]        |
| Kim Seung-wook  | -              | -                           |               |
| Park Soo-young  | Oh Cheol-min   | -                           | [ 18 ]        |
| Lee Hyun-kyun   | -              | -                           |               |
| Shin Ha-young   | Na Yi-hyeon    | -                           | [ 19 ] [ 20 ] |
| Yang Dae-hyuk   | Kang Sun-woo   | -                           |               |
| Song Duk-ho     | -              | Médico residente de cirugía |               |
| Woo Mi-wha      | Kim Young-seon |                             | [ 21 ]        |

### Apariciones especiales
| Actor         | Personaje    | Ocupación | N.º de episodios |
| ------------- | ------------ | --------- | ---------------- |
| Lee Joo-seung | Kim Seok-woo | -         | 3, 9-12          |
| Kim Ji-eun    | Oh Min-jung  | -         | 10, 12           |

## Episodios
La serie estuvo conformada por 32 episodios, los cuales fueron emitidas todos miércoles y jueves a las 22:00hrs (KST).

## Premios y nominaciones
| Año  | Categoría                              | Premio            | Nominado (a)                  | Resultado |
| ---- | -------------------------------------- | ----------------- | ----------------------------- | --------- |
| 2019 | Excellence Award for Miniseries (Male) | Premios KBS Drama | Choi Won-young                | Ganó      |
| 2019 | Mejor actriz de reparto in Miniseries  | Premios KBS Drama | Kim Jung-nan                  | Ganó      |
| 2019 | Mejor actor de reparto in Miniseries   | Premios KBS Drama | Kim Byung-chul                | Ganó      |
| 2019 | Mejor actor de reparto                 | Premios KBS Drama | Jang Hyun-sung                | Nominado  |
| 2019 | Mejor actriz revelación                | Premios KBS Drama | Kwon Nara                     | Ganó      |
| 2019 | Mejor pareja Award                     | Premios KBS Drama | Jang Hyun-sung y Kim Jung-nan | Ganaron   |

## Producción
La serie fue desarrollada por "KBS Drama Production", fue dirigida por Hwang In-hyuk y escrita por Park Kye-ok. Mientras que la producción ejecutiva estuvo en manos de Ahn Hyung-jo. La serie realizó la primera lectura del guion en enero del 2019 en el KBS Broadcasting Station en Yeouido, Corea del Sur, además Contó con el apoyo de la compañía de producción "Jidam Inc." y fue emitida a través de la Korean Broadcasting System "KBS".